# Burned-over district

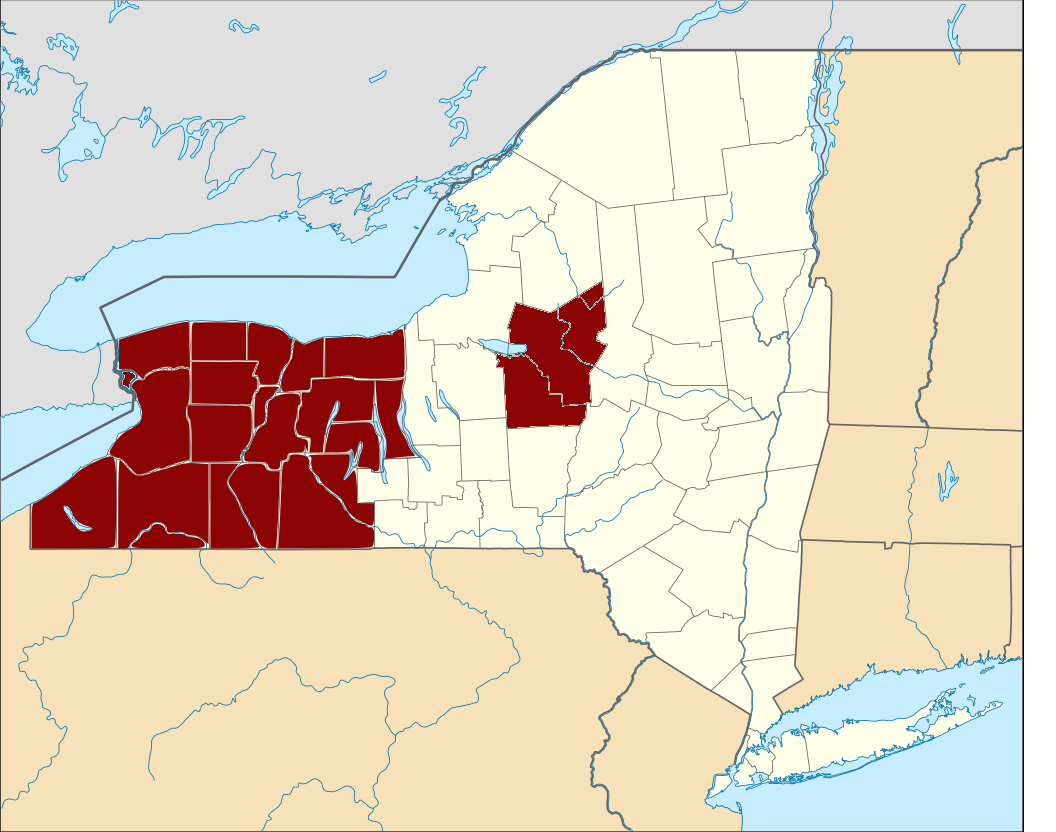
Karte mit den Countys von New York, die zu dem „Burned-over District“ gehören

Der Begriff Burned-over district (englisch für abgebrannter Bezirk) bezieht sich auf die westlichen und Teile der zentralen Regionen des Staates New York im frühen 19. Jahrhundert, wo religiöse Erweckungsbewegungen und die Entstehung neuer religiöser Bewegungen des Second Great Awakening in einem solchen Ausmaß stattfanden, dass ihre Ausbreitung mit einem Lauffeuer verglichen wurde.
Charles Grandison Finney (1792–1875) machte den Begriff populär: In seinem posthum erschienenen Buch Autobiography of Charles G. Finney aus dem Jahr 1876 bezeichnete er ein Gebiet im zentralen und westlichen New York State während des Great Awakening als burnt district („verbrannten Bezirk“), da die neue religiöse Begeisterung oft nur von kurzer Dauer war, also „ausbrannte“.
In den Fällen, in denen die religiöse Erweckung mit den Reformbewegungen der damaligen Zeit zusammenhängt, wie z. B. Abolitionismus, Frauenrechte, utopische soziale Experimente, Antifreimaurerei, Mormonentum, Prohibition, Vegetarismus und Siebenten-Tags-Adventismus, wird die Region „burned-over“ auf andere Gebiete von Upstate New York ausgedehnt, die für diese Bewegungen wichtig waren.
Die historische Untersuchung des Phänomens begann mit Whitney R. Cross im Jahr 1951. In einer späteren Studie im letzten Viertel des zwanzigsten Jahrhunderts wurde erneut untersucht, inwieweit die Region tatsächlich von religiöser Inbrunst geprägt war. Tatsächlich war die Religiosität des Gebiets im Vergleich zum übrigen New York, zum Ohio River Valley im unteren Mittleren Westen und zu den Vereinigten Staaten insgesamt eher typisch als außergewöhnlich. In neueren Arbeiten wurde festgestellt, dass Bewegungen im Westen New Yorks aber einen einzigartigen und dauerhaften Einfluss auf das religiöse und soziale Leben der gesamten Nation hatten.

## Religiöse Bewegungen
Der Westen New Yorks war während des frühen Booms des Eriekanals noch wenig erschlossen und es gab kaum ausgebildete Geistliche. Viele der Autodidakten und Laienpriester waren empfänglich für die Volksreligion. Evangelisten gewannen viele Konvertiten zu protestantischen Sekten wie den Kongregationalisten, Baptisten und Methodisten. Konvertiten in nonkonformistischen Gruppen wurden Teil zahlreicher neuer religiöser Bewegungen, die alle von Laien im frühen 19. Jahrhundert gegründet wurden:
- Die Mormonenbewegung (deren größter Zweig die Kirche Jesu Christi der Heiligen der Letzten Tage ist), die um 1828 entstand. Joseph Smith jr. lebte in der Gegend und behauptete, er sei vom Engel Moroni zu seiner Quelle für das Buch Mormon, den Goldplatten, in der Nähe von Palmyra geführt worden.
- Die Milleriten, die um 1834 entstanden. William Miller war ein Landwirt, der in Low Hampton, New York, lebte. Er predigte, dass die buchstäbliche Wiederkunft Christi am 22. Oktober 1844 stattfinden würde. Der Millerismus wurde im Westen des Staates New York sehr populär. Einige seiner Konzepte werden auch heute noch von kirchlichen Organisationen vertreten, die mit dem Adventismus verbunden sind, wie z. B. den Siebenten-Tags-Adventisten.
- Die Fox-Schwestern aus Hydesville, führten um 1848 die ersten Tischséancen in der Gegend durch, was zur amerikanischen Bewegung des Spiritismus führte, die in den Exerzitien in Lily Dale und in der Plymouth Spiritualist Church in Rochester ihren Mittelpunkt hatte und die Kommunikation mit den Toten lehrte.
- Die Shaker waren in der Region sehr aktiv und gründeten 1826 ihre Gemeinschaftsfarm in Zentral-New York, die 1837 eine große Erweckung erlebte. Die erste Shaker-Siedlung in Amerika, ebenfalls eine Gemeinschaftsfarm, wurde 1776 nördlich von Albany in einem Gebiet gegründet, das zunächst als Niskayuna, dann als Watervliet, heute als Stadt Colonie, bekannt war. Die Anführerin der Shaker, Mutter Ann Lee, ist auf dem Shaker-Friedhof im Watervliet Shaker Historic District begraben.
- Die Oneida Community war eine utopische religiöse Gruppe, die 1848 eine erfolgreiche Gemeinschaft im Zentrum New Yorks gründete; sie löste sich 1881 auf. Sie war bekannt für ihre einzigartige Interpretation der Gruppenehe, bei der die Partner von einem Ausschuss gepaart wurden; die Kinder der Gemeinschaft wurden gemeinsam erzogen.
- Die Social-Gospel-Bewegung wurde von Washington Gladden gegründet, als er in seiner Kindheit und Jugend in der Nähe von Owego lebte (ca. 1832 bis 1858). Gladden wurde von Walter Rauschenbusch aus Rochester abgelöst.
- Die Ebenezer-Kolonien, die sich selbst True Inspiration Congregations (Deutsch: Wahre Inspirations-Gemeinden) nannten, ließen sich zunächst in New York in der Nähe von Buffalo in der heutigen Stadt West Seneca nieder. Auf der Suche nach einer abgelegeneren Umgebung zogen sie jedoch 1856 nach Iowa (in der Nähe der heutigen Stadt Iowa City) und wurden zur Amana Colony.

## Rolle in der Reformbewegung
Neben den religiösen Aktivitäten war die als „burned-over district“ bekannte Region auch für ihren sozialen Radikalismus bekannt. Das Oneida Institute (1827–1843) war ein Zentrum der Abolitionisten und das erste College des Landes, das schwarze Studenten zu denselben Bedingungen wie weiße Studenten aufnahm. Das kurzlebige New-York Central College war das erste College, das von Anfang an sowohl schwarze Studenten als auch Frauen aufnahm, und es war auch das erste College des Landes, das afroamerikanische Professoren beschäftigte. Die Alfred University ist die älteste noch existierende Hochschule in den Vereinigten Staaten, die Frauen zu allen Studiengängen zuließ, anstatt frauenspezifische Studiengänge anzubieten.
Elizabeth Cady Stanton, eine frühe amerikanische Frauenrechtlerin, lebte Mitte des 18. Jahrhunderts in Seneca Falls im Zentrum New Yorks. Sie und andere aus der Gemeinde organisierten 1848 die Seneca Falls Convention, die sich für das Frauenwahlrecht und die Rechte der Frauen einsetzte.
Die größere Region war die Hauptquelle für Konvertiten zur frühsozialistisch-utopischen Fourier-Bewegung, die um 1816 begann. Die 1843 gegründete Skaneateles Community in Zentral-New York war ein solches Experiment. Auch die Oneida Community wurde als utopische Gruppe betrachtet.
Im Zusammenhang mit den radikalen Reformen stellte Upstate New York viele Hunter Patriots, von denen sich einige freiwillig meldeten, um während des Patriot War von Dezember 1837 bis Dezember 1838 in Kanada einzufallen und die dortigen Rebellionen zu unterstützen.

## Geografie
Der Distrikt kann grob als das Gebiet im Staat New York zwischen den Finger Lakes und dem Eriesee beschrieben werden. Die folgenden Counties gehören dazu:
- Allegany
- Cattaraugus
- Chautauqua
- Erie
- Genesee
- Livingston
- Madison
- Monroe
- Niagara
- Oneida
- Ontario
- Orleans
- Seneca
- Steuben
- Wayne
- Wyoming
- Yates